# Большой Оус
Большой Оус — река в Свердловской области России, протекает по территории Ивдельского городского округа. Устье реки находится в 300 км от устья реки Пелым по правому берегу. Длина реки составляет 186 км, площадь водосборного бассейна — 2140 км².

## Притоки
(указано расстояние от устья)
- 7,2 км: Ойпа (пр)
- Шимарья (лв)
- Сопос (пр)
- 14 км: Ванья (пр)
- 40 км: Большая Суепъя (пр)
- Малая Суепья (пр)
- 70 км: Таёжная (пр)
- 78 км: Танталтия (лв)
- 84 км: Вышер (пр)
- 94 км: Понынья (лв)
- 96 км: Палье (пр)
- 124 км: Никтлья (пр)
- 128 км: Малый Оус (лв)
- 142 км: Оус 2-й (лв)
- 150 км: Большой Улымсос (пр)
- 158 км: Оус 1-й (лв)
- 159 км: Правый Оус (пр)

## Данные водного реестра
По данным государственного водного реестра России относится к Иртышскому бассейновому округу, водохозяйственный участок реки — Тавда от истока и до устья, без реки Сосьва от истока до водомерного поста у деревни Морозково, речной подбассейн реки — Тобол. Речной бассейн реки — Иртыш.
Код объекта в государственном водном реестре — 14010502512111200012120.